# Stoke St Gregory
Stoke St Gregory est une paroisse civile et un village du Somerset, en Angleterre.